# Joni Mitchell
Roberta Joan "Joni" Mitchell, nascida Roberta Joan Anderson, CC (Fort Macleod, 7 de novembro de 1943), é uma cantora, vocalista solo, artista plástica e poetisa canadense. Foi considerada a 9a melhor guitarrista de todos os tempos pela revista norte-americana Rolling Stone, que também a citou como "uma das melhores compositoras da história". De acordo com uma declaração da AllMusic, "Quando a poeira baixar, Joni Mitchell pode vir a ser a artista musical feminina mais importante e influente do século XX".
Alcançou o sucesso na década de 1970, fazendo uma música influenciada pelo jazz e pelo folk rock. Suas composições frequentemente refletem ideias sociais e ambientais assim como seus sentimentos sobre romance, confusão, desilusões e alegria. Ela recebeu diversos prêmios, incluindo dez Grammys, um Grammy pelo conjunto da sua obra, e a inclusão no Rock and Roll Hall of Fame em 1997. Gravou muitos discos que entraram para a história: entre eles, Blue, de 1971, que ocupa a 3ª posição na lista dos 500 melhores álbuns de todos os tempos da revista Rolling Stone.

## Vida e carreira

### Juventude (1943-1964)
Joni Mitchell nasceu Roberta Joan Anderson em 7 de novembro de 1943, em Fort Macleod, Alberta. Seus pais chamavam-se Myrtle Marguerite (nascida McKee) e William Andrew Anderson. Sua mãe era professora e seu pai foi tenente-aviador da Força Aérea Real do Canadá até acabar a Segunda Guerra Mundial, quando se tornou dono de mercearia. Durante a Guerra, a família se mudou várias vezes para diferentes bases no oeste canadense. Após o fim do conflito, viveram em algumas localidades da província de Saskatchewan (Maidstone e North Battleford), até se mudarem para Saskatoon, que Joni considera sua cidade natal, quando a garota tinha 11 anos. Joni traz à tona sua infância em cidades pequenas em diversas de suas músicas.
Joni contraiu poliomielite aos nove anos de idade e ficou hospitalizada durante semanas. A doença teria impactos ao longo de sua vida. Ela também começou a fumar nessa idade. A pólio enfraqueceu sua mão esquerda; para contornar o problema, ela desenvolveu afinações alternativas para o violão, técnica que carregaria e marcaria toda a sua carreira, possibilitando construções harmônicas inovadoras em sua composição.
Em Saskatoon, ela não ia particularmente bem na escola, e preferia a pintura como atividade. Nessa época ela estudou piano clássico brevemente. Ela considerou uma carreira como cantora ou dançarina pela primeira vez. Com uma voz que alcança uma extensão vocal de duas oitavas e meia, no futuro Joni emocionaria plateias com suas letras fortes e auto-construtivas que vão de temas autobiográficos até a industrialização e a destruição da natureza. Um professor seu, Arthur Kratzmann, a influenciou a escrever poesia (ela fez uma dedicação a ele posteriormente em Song to a Seagull). Antes de ensinar violão a si própria estudando um cancioneiro de Pete Seeger, Joni tocava ukulele, pois sua mãe associava o violão com más influências country e hillbily.
Joni abandonou a escola temporariamente na 12a série (depois retomando os estudos) para socializar nas ruas, até que ela decidiu que estava se aproximando demais do mundo do crime. Ela começou a cantar com amigos em volta de fogueiras ao redor do lago Waskesiu, ao noroeste de Prince Albert, Saskatchewan. Aos 18 anos, ela ampliou seu repertório para incluir seus favoritos, como Édith Piaf e Miles Davis. Sua primeira performance foi em 31 de outubro de 1962, em um clube de Saskatoon em que tocavam artistas de folk e de jazz. Apesar de não tocar jazz naquela época, Joni e seus amigos frequentavam performances de jazzistas. Ela disse que seu letramento no jazz começou com o ábum “The Hottest New Group in Jazz”, de Lambert, Hendricks and Ross. Ela diz que este álbum foi “os Beatles dela”, e que é provavelmente o único álbum do qual ela sabe todas as notas e todas as letras.
Após completar o high school no Aden Bowman Collegiate em Saskatoon, Mitchell fez aulas de arte no Saskatoon Technical Collegiate com o pintor expressionista canadense Henry Bonli e saiu de casa para frequentar o Alberta College of Art em Calgary durante o ano escolar de 1963-64. Ela se desiludiu com a prioridade dada à técnica ao invés da criatividade na instituição, além de ter se sentido deslocada das correntes artísticas badaladas no colégio. Ela abandonou o ensino depois de um ano, aos 20, devido a uma gravidez inesperada de uma filha com um fotógrafo que conheceu na escola de arte. Então, ela passou a tocar em clubes noturnos no Canadá.

### Início da carreira (1964-1970)
Joni continuou a fazer apresentações como cantora folk nos finais de semana no seu college e em um hotel local. Por volta dessa época, aceitou um trabalho que pagava $15 por semana numa cafeteria de Calgary chamada The Depression Coffee House. Ela cantou em hootenannies e fez aparições em programas de TV e rádio locais de Calgary. Em 1964, aos 20 anos, ela disse a sua mãe que pretendia se tornar uma cantora folk em Toronto. Ela deixou o oeste do Canadá pela primeira vez em sua vida, rumando leste para Ontario. Ela escreveu sua primeira música, “Day After Day”, na viagem de trem de três dias. Parou no Mariposa Folk Festival para ver Buffy Sainte-Marie, uma cantora folk americana que a inspirara. Um ano depois, Joni tocou no Mariposa, sua primeira apresentação para um grande público, e anos depois a própria Sainte-Marie fez covers de músicas de Joni.
Desprovida dos $200 necessários para as taxas do sindicato dos músicos, Joni tocou em alguns shows no Half Beat e no Village Corner no bairro Yorkville de Toronto, mas ela geralmente tocava em eventos não-sindicalizados em “porões de igrejas e salas de reunião do YMCA”. Rejeitada pelos principais clubes folk, ela resolveu tocar na rua, enquanto trabalhava nas seções de roupas femininas de uma loja de departamento no centro da cidade para conseguir pagar o aluguel. Ela morava em uma pensão, diretamente em frente ao apartamento do poeta Duke Redbird. Mitchell também começou a perceber que a cena folk de cada cidade tendia a conceder aos artistas veteranos o direito exclusivo de tocar suas canções mais emblemáticas, mesmo não tendo escrito as músicas, o que ela considerou um comportamento ilhado, contrário ao ideal igualitário da música folk. Ela descobriu que seu melhor repertório tradicional já era “propriedade” de outros cantores. “Foi a minha introdução às canções territoriais. Voltei a topar com isso em Toronto.” Ela resolveu então escrever suas próprias canções.
Mitchell descobriu que estava grávida de seu ex-namorado de Calgary, Brad MacMath, no fim de 1964. Posteriormente ela escreveria: “[Ele] me deixou grávida de três meses em um quarto no sótão, sem dinheiro, o inverno chegando e apenas uma lareira para aquecer. Os balaústres do corrimão estavam banguelas — lenha para os ocupantes do inverno passado.” Ela deu à luz uma menina em fevereiro de 1965. Incapaz de sustentar a filha, Kelly Dale Anderson, encaminhou-a para adoção. A experiência permaneceu privada durante a maior parte da carreira de Mitchell, embora ela a tenha aludido em várias canções, como “Little Green”, que ela apresentava nos anos 1960 e gravou no álbum Blue, de 1971. 
A existência da filha de Mitchell não foi publicamente conhecida até 1993, quando uma colega de quarto dos tempos de escola de arte de Mitchell, nos anos 1960, vendeu a história da adoção a um tablóide sensacionalista. Nessa época, a filha de Mitchell, renomeada Kilauren Gibb, já havia iniciado a busca por seus pais biológicos. Mitchell e a filha se reencontraram em 1997. Após a reunião, Mitchell disse ter perdido o interesse por compor e, mais tarde, apontou o nascimento da filha — e sua incapacidade de cuidar dela — como o momento em que sua inspiração para compor havia começado.
Poucas semanas após o nascimento da filha, Mitchell já voltava a se apresentar ao redor de Yorkville, muitas vezes com a amiga Vicky Taylor, e estava começando a cantar material autoral pela primeira vez, escrito com suas afinações abertas únicas. Em março e abril, conseguiu trabalho no Penny Farthing, um clube de folk em Toronto. Foi lá que conheceu o cantor folk norte-americano Charles Scott “Chuck” Mitchell, nascido na cidade de Nova York e morador de Michigan. Chuck se sentiu imediatamente atraído por ela e impressionado com sua performance, e disse que poderia conseguir trabalho fixo para ela nas casas de café que conhecia nos Estados Unidos.
Mitchell deixou o Canadá pela primeira vez no final de abril de 1965. Viajou com Chuck Mitchell para os EUA, onde começaram a tocar juntos. Joni, com 21 anos, casou-se com Chuck em uma cerimônia oficial na cidade natal dele, em junho de 1965, e adotou seu sobrenome. Ela disse: “Eu mesma fiz o meu vestido e os vestidos das damas de honra. Não tínhamos dinheiro... Desci o corredor brandindo minhas margaridas.” Mitchell tem cidadania canadense e norte-americana.
Enquanto moravam nos apartamentos Verona, no Cass Corridor de Detroit, o casal se apresentava regularmente em cafeterias da região, incluindo o Chess Mate, em Livernois, perto da Six Mile Road; o bar Alcove, perto da Wayne State University; o Rathskeller, um restaurante no campus da Universidade de Detroit; e a Raven Gallery, em Southfield. Ela começou a tocar e compor canções em afinações alternativas de violão que lhe foram ensinadas por um colega músico, Eric Andersen, em Detroit. Oscar Brand a hosteou várias vezes em seu programa de televisão na CBC, Let's Sing Out, em 1965 e 1966. O casamento e a parceria de Joni e Chuck Mitchell terminaram com seu divórcio no início de 1967, e ela se mudou para Nova York para seguir sua trajetória musical como artista solo. Tocou em casas de espetáculo ao longo de toda a Costa Leste, incluindo na Filadélfia, Boston e Fort Bragg, na Carolina do Norte. Ela se apresentava com frequência em cafeterias e clubes de folk e, já então criando seu próprio material, tornou-se conhecida por sua habilidade composicional única e por seu estilo inovador ao violão.
O cantor folk Tom Rush conheceu Mitchell em Toronto e ficou impressionado com sua habilidade como compositora. Ele levou “Urge for Going” à popular artista folk Judy Collins, mas ela não se interessou pela canção na época, então Rush a gravou ele mesmo. O cantor country George Hamilton IV ouviu Rush tocando-a e gravou uma versão country que foi hit. Outros artistas que gravaram canções de Mitchell nos primeiros anos foram Sainte-Marie (“The Circle Game”), Dave Van Ronk (“Both Sides Now”) e, eventualmente, a própria Collins (“Both Sides Now”, que se tornou um sucesso no top 10 para ela, e “Michael from Mountains”, ambas incluídas em seu álbum de 1967, Wildflowers). Collins também fez cover de “Chelsea Morning”, outra gravação que ofuscou o sucesso comercial da própria Mitchell no início.
Enquanto Mitchell tocava numa noite de 1967 no Gaslight South, um clube em Coconut Grove, Flórida, David Crosby (ex-The Byrds e futuro Crosby, Stills and Nash) entrou e ficou imediatamente impressionado com sua abilidade e seu apelo como artista. Ela o acompanhou de volta a Los Angeles, onde ele tratou de apresentá-la — e à sua música — aos seus amigos. Logo ela passou a ser empresariada por Elliot Roberts que, incentivado por Sainte-Marie, tinha visto Joni tocar pela primeira vez em uma cafeteria de Greenwich Village. Ele mantinha uma estreita associação de negócios com David Geffen. Roberts e Geffen viriam a ter influências importantes em sua carreira. Ela foi contratada pelo selo Reprise, afiliado à Warners, por intermédio do caça-talentos Andy Wickham. Crosby convenceu a Reprise a permitir que Mitchell gravasse um álbum solo acústico, sem os overdubs de folk-rock então em voga, e sua influência rendeu a ele o crédito de produtor em março de 1968, quando a Reprise lançou seu álbum de estreia, Song to a Seagull, também conhecido apenas como Joni Mitchell.
Mitchell excursionou intensamente para promover o LP. A turnê ajudou a criar grande expectativa para o segundo LP de Mitchell, Clouds, lançado em abril de 1969. Esse álbum trouxe as versões da própria Mitchell para algumas de suas canções já gravadas e performadas por outros artistas: “Chelsea Morning”, “Both Sides, Now” e “Tin Angel”. As capas de ambos os LPs, incluindo um autorretrato em Clouds, foram projetadas e pintadas por Mitchell — uma fusão entre sua pintura e sua música que ela continuou ao longo de toda a carreira.
Em março de 1970, Clouds rendeu a Mitchell seu primeiro Grammy, de Melhor Performance Folk. No mês seguinte, a Reprise lançou seu terceiro álbum, Ladies of the Canyon. O som de Mitchell já começava a se expandir para além das fronteiras do folk acústico e a se aproximar do pop e do rock, com mais overdubs, percussão e backing vocals, e, pela primeira vez, muitas músicas compostas no piano, algo que se tornaria marca registrada do estilo de Mitchell em sua fase mais popular. Sua própria versão de “Woodstock”, mais lenta que o cover de Crosby, Stills, Nash & Young, foi executada solo em um piano elétrico Wurlitzer. O álbum também incluiu a já conhecida “The Circle Game” e o hino ambiental “Big Yellow Taxi”, com seu verso famoso, “they paved paradise and put up a parking lot” (eles pavimentaram o paraíso e colocaram um estacionamento). É uma das primeiras músicas pop sobre ecologia da história.
Ladies of the Canyon foi um sucesso instantâneo na rádio FM e vendeu rapidamente, eventualmente tornando-se o primeiro disco de ouro de Mitchell (com mais de meio milhão de cópias vendidas). Ela decidiu parar de excursionar por um ano para apenas escrever e pintar, e ainda assim foi eleita “Top Female Performer” de 1970 pela Melody Maker, uma das principais revistas de música pop do Reino Unido.

### Maturidade (1971-1980)
No lançamento de abril de 1971 do álbum Mud Slide Slim and the Blue Horizon, de James Taylor, Mitchell é creditada como vocalista de apoio na faixa “You’ve Got a Friend”. As canções que ela escreveu durante os meses em que tirou folga para viajar e viver novas experiências apareceram em seu próximo álbum, Blue, lançado em junho de 1971. Comparando o talento de Joni Mitchell ao seu próprio, David Crosby disse: “Quando ela fez Blue, já tinha me deixado para trás e corria rumo ao horizonte”.
Blue foi um sucesso crítico e comercial quase instantâneo, chegando ao top 20 da parada de álbuns da Billboard em setembro e alcançando também o Top 3 britânico. A suntuosamente produzida “Carey” foi o single da época, mas, musicalmente, outras partes de Blue se afastavam ainda mais profundamente dos sons de Ladies of the Canyon. Trechos acústicos mais simples e rítmicos permitiram um foco maior na voz e nas emoções de Mitchell (“All I Want”, “A Case of You”), enquanto outras, como “Blue”, “River” e “The Last Time I Saw Richard”, foram cantadas com seu piano ondulante como acompanhamento. Seu álbum mais confessional, Mitchell diria mais tarde sobre Blue: “Em algumas ocasiões, sacrifiquei a mim mesma e minha própria constituição emocional, ... cantando ‘I’m selfish and I’m sad’ (sou egoísta e sou triste), por exemplo. Todos sofremos com nossa solidão, mas na época de Blue, nossas estrelas do pop nunca admitiam essas coisas.” Em suas letras, o álbum foi considerado uma culminação inspirada de seu trabalho inicial, com avaliações sombrias do mundo ao seu redor servindo de contraponto a expressões exuberantes de amor romântico (por exemplo, em “California”). Mitchell observou mais tarde: “Naquele período da minha vida, eu não tinha defesas pessoais. Eu me sentia como o celofane num maço de cigarros. Sentia que não tinha absolutamente nenhum segredo para o mundo e que não podia fingir ser forte na minha vida.”
Mitchell decidiu voltar aos palcos após o grande sucesso de Blue e apresentou, em turnê, novas canções que apareceriam em seu álbum seguinte (seu quinto), For the Roses. O álbum foi lançado em outubro de 1972 e imediatamente disparou nas paradas. Em seguida, Joni lançou o single “You Turn Me On, I’m a Radio”, que alcançou a 25ª posição nas paradas da Billboard em fevereiro de 1973.
Court and Spark, lançado em janeiro de 1974, marcou o início mais contundente do flerte de Mitchell com o jazz e o jazz fusion que caracterizariam seu período experimental dali em diante, embora For the Roses já desse pistas nessa direção. Court and Spark chegou ao nº 1 na Cashbox Album Charts. O LP tornou Mitchell amplamente popular — talvez pela única vez em sua carreira — graças a faixas populares como a roqueira “Raised on Robbery”, lançada pouco antes do Natal de 1973, e “Help Me”, lançada em março do ano seguinte, que se tornou o único single de Mitchell a entrar no Top 10 ao atingir o nº 7 na primeira semana de junho. “Free Man in Paris” foi outro single de sucesso e se tornou um standard de seu catálogo.
Durante a gravação de Court and Spark, Mitchell tentou romper de vez com seu antigo som folk, produzindo o álbum ela mesma e recrutando a banda de jazz/pop fusion L.A. Express como aquilo que chamou de seu primeiro grupo de apoio de fato. Em fevereiro de 1974, começou sua turnê com a L.A. Express, recebendo críticas entusiasmadas enquanto viajavam pelos Estados Unidos e Canadá nos dois meses seguintes. Uma série de shows no Universal Amphitheater, em Los Angeles, de 14 a 17 de agosto, foi gravada para um álbum ao vivo. Em novembro, Mitchell lançou esse álbum, Miles of Aisles, um conjunto de dois discos que incluía todas as músicas, exceto duas, dos concertos de L.A. (uma seleção do Berkeley Community Theatre, em 2 de março, e outra do L.A. Music Center, em 4 de março, também foram incluídas no conjunto). O álbum ao vivo subiu lentamente até o nº 2, igualando o pico de Court and Spark na Billboard. “Big Yellow Taxi”, em sua versão ao vivo, também foi lançada como single e teve um desempenho razoável (ela lançou outra versão da canção em 2007).
Em janeiro de 1975, Court and Spark recebeu quatro indicações ao Grammy, incluindo Álbum do Ano, categoria na qual Mitchell foi a única mulher indicada. Ela venceu apenas o Grammy de Melhor Arranjo, Instrumental e Vocais.
Mitchell entrou em estúdio no início de 1975 para gravar demos acústicas de algumas canções que havia escrito desde a turnê de Court and Spark. Poucos meses depois, registrou versões das faixas com sua banda. Seus interesses musicais estavam se afastando tanto da cena folk quanto da cena pop da época, em direção a peças menos estruturadas e mais inspiradas no jazz, com uma gama mais ampla de instrumentos. O novo ciclo de canções foi lançado em novembro de 1975 como The Hissing of Summer Lawns. Em “The Jungle Line”, ela fez uma das primeiras investidas da história no uso de um sample de uma gravação de músicos africanos — algo que se tornaria mais comum entre bandas de rock ocidentais nos anos 1980. “In France They Kiss on Main Street” manteve os sons pop exuberantes de Court and Spark, e trabalhos como a faixa-título e “Edith and the Kingpin” registraram o lado oculto das vidas suburbanas no sul da Califórnia.
Durante 1975, Mitchell também participou de vários shows das turnês Rolling Thunder Revue, com Bob Dylan e Joan Baez, e em 1976 se apresentou como parte da turnê de encerramento "The Last Waltz", da The Band. Em janeiro de 1976, Mitchell recebeu uma indicação ao Grammy de Melhor Performance Vocal Pop Feminina pelo álbum The Hissing of Summer Lawns, embora o prêmio daquele ano tenha ido para Linda Ronstadt.
No início de 1976, Mitchell viajou com amigos que atravessavam o país de carro até o Maine. Depois, voltou dirigindo sozinha para a Califórnia e compôs diversas canções durante a jornada, que apareceram em seu álbum seguinte, Hejira, de 1976. Ela afirmou: “Este álbum foi escrito principalmente enquanto eu viajava de carro. Por isso não há canções ao piano...” Hejira foi, possivelmente, o álbum mais experimental de Mitchell até então, graças às colaborações contínuas com o virtuoso baixista de jazz Jaco Pastorius em várias faixas, a conferir, o primeiro single, “Coyote”, a atmosférica “Hejira”, a desconcertante e pegada na guitarra “Black Crow”, e a última canção do álbum, “Refuge of the Roads”. O disco chegou ao nº 13 nas paradas da Billboard, alcançou o status de ouro três semanas após o lançamento e recebeu reproduções nas rádios FM de rock orientadas para álbuns completos. Ainda assim, “Coyote”, com “Blue Motel Room” no lado B, não entrou na Hot 100. Hejira “não vendeu tão rapidamente quanto os álbuns anteriores de Mitchell, mais ‘radiofônicos’, [mas] sua estatura em seu catálogo cresceu ao longo dos anos”. A própria Mitchell considera o álbum único. Em 2006, ela disse: “Suponho que muita gente poderia ter escrito muitas das minhas outras canções, mas sinto que as músicas de Hejira só poderiam ter vindo de mim.” Olhando em retrospecto sob a ótica da crítica musical, Hejira foi o último álbum sucessivo a ser consenso de público e de crítica na “era de ouro” da carreira de Mitchell nos anos 1970.
Em meados de 1977, Mitchell começou a trabalhar em novas gravações que se tornariam seu primeiro álbum duplo de estúdio, Don Juan’s Reckless Daughter. Perto de concluir seu contrato com a Asylum Records, Mitchell sentiu que este álbum poderia ter uma pegada mais solta do que qualquer outro que havia feito. Ela convidou Pastorius de volta, e ele trouxe consigo colegas integrantes do grupo pioneiro do jazz fusion Weather Report, incluindo o baterista Don Alias e o saxofonista Wayne Shorter. Composições em camadas e atmosféricas como “Overture/Cotton Avenue” apresentavam colaboração mais improvisatória, enquanto “Paprika Plains” era um épico de 16 minutos que estendia os limites do pop, estando mais ligada às lembranças de infância de Mitchell no Canadá e ao seu estudo de música clássica. “Dreamland” e “The Tenth World”, com Chaka Khan nos vocais de apoio, eram faixas dominadas por percussão. Outras canções davam continuidade aos choques entre jazz, rock e folk de Hejira. Mitchell também reviveu “Jericho”, escrita anos antes (há uma versão em seu álbum ao vivo de 1974), mas nunca gravada em estúdio. O álbum foi lançado em dezembro de 1977, recebendo críticas mistas, mas vendendo relativamente bem, alcançando o nº 25 nos EUA e recebendo disco de ouro após três meses.
Mitchell apareceu de blackface e com uma roupa de cafetão na capa do álbum, um dos momentos mais controversos de sua carreira, muito criticado como racista. Ela chamou seu alter ego em blackface de “Art Nouveau”, inspirado por um homem negro que certa vez a elogiou enquanto ela caminhava por uma rua de Los Angeles. Ela sou blackface várias outras vezes ao longo da carreira e defendeu consistentemente esse uso até pelo menos 2017. Contudo, em 2024, a arte de capa do álbum nos serviços de streaming e em reedições físicas foi trocada por uma foto do rosto de Mitchell aparentemente dentro da boca aberta de um cão semelhante a um lobo (um outtake das sessões fotográficas de 1985 para o álbum posterior Dog Eat Dog). Nenhum anúncio foi feito sobre a mudança nem foi dado um motivo oficial, e Mitchell não comentou mais o assunto.
Poucos meses após o lançamento de Don Juan’s Reckless Daughter, Mitchell foi contatada pelo estimado líder de banda, baixista e compositor de jazz Charles Mingus, que havia ouvido a canção orquestrada “Paprika Plains” e queria que Joni trabalhasse com ele. Ela iniciou uma colaboração com Mingus, que morreu antes de o projeto ser concluído, em 1979. Ela finalizou as faixas, e o álbum resultante, Mingus, foi lançado em junho de 1979, embora tenha sido mal recebido pela imprensa. Os fãs ficaram confusos com uma mudança tão grande no som geral de Mitchell e, embora o álbum tenha chegado ao nº 17 na parada de álbuns da Billboard, posição mais alta que a de Don Juan’s Reckless Daughter, Mingus ainda ficou aquém do disco de ouro, tornando-se seu primeiro álbum desde os anos 1960 a não vender pelo menos meio milhão de cópias.
A turnê de Mitchell para promover Mingus começou em agosto de 1979 em Oklahoma City e terminou seis semanas depois com cinco shows no Greek Theatre de Los Angeles e um no Santa Barbara County Bowl, onde ela gravou e filmou o concerto. Foi sua primeira turnê em vários anos e, com Pastorius, o guitarrista de jazz Pat Metheny e outros membros de sua banda, Mitchell também apresentou canções de seus outros álbuns inspirados no jazz. Quando a turnê terminou, ela iniciou um ano de trabalho, transformando as fitas do show no Santa Barbara County Bowl em um álbum duplo e um filme-concerto, ambos chamados Shadows and Light (título da última canção avant-garde de The Hissing of Summer Lawns). Seu último lançamento pela Asylum Records e seu segundo álbum duplo ao vivo, ele saiu em setembro de 1980 e chegou ao nº 38 nas paradas da Billboard. Um single do LP, “Why Do Fools Fall in Love?”, o dueto de Mitchell com The Persuasions (sua atração de abertura na turnê), ficou logo na lanterna da Billboard, quase entrando na Hot 100.

### Anos 1980
Por um ano e meio, Mitchell trabalhou nas faixas de seu próximo álbum. Enquanto o álbum era preparado para lançamento, seu amigo David Geffen, fundador da Asylum Records, decidiu iniciar um novo selo, a Geffen Records. Ainda distribuído pela Warner Bros. (que controlava a Asylum Records), Geffen anulou as obrigações contratuais restantes de Mitchell com a Asylum e a contratou para seu novo selo. Wild Things Run Fast (1982) marcou um retorno à composição pop, incluindo “Chinese Cafe/Unchained Melody”, que incorporava o refrão e partes da melodia do famoso sucesso dos Righteous Brothers, e “(You’re So Square) Baby I Don’t Care”, um remake do clássico de Elvis, que alcançou uma posição mais alta do que qualquer single de Mitchell desde seu auge de vendas nos anos 1970, ao subir ao nº 47 nas paradas. O álbum atingiu seu pico na Billboard, na quinta semana, em nº 25. Nesse período, ela gravou com o baixista e engenheiro de som Larry Klein, com quem se casou em 1982.
No início de 1983, Mitchell iniciou sua turnê mundial “Refuge”, visitando Japão, Austrália, Nova Zelândia, Irlanda, Reino Unido, Bélgica, França, Alemanha, Itália e Escandinávia, e depois voltando aos Estados Unidos. Uma apresentação da turnê foi registrada em vídeo e mais tarde lançada em home video (e depois em DVD) como Refuge of the Roads. No fim de 1984, Mitchell estava escrevendo novas canções quando recebeu de Geffen a sugestão de que talvez um produtor de fora, com experiência nas áreas técnicas modernas que eles queriam explorar, pudesse ser uma adição válida. Mitchell contratou o músico britânico de synthpop Thomas Dolby para ajudar com sintetizadores e produção, mas achou difícil trabalhar com ele: “Eu estava relutante quando sugeriram o Thomas porque ele tinha sido convidado a produzir o disco [pelo Geffen], e será que ele consideraria entrar apenas como programador e músico? Então, nesse âmbito, tivemos realmente alguns problemas… Ele pode conseguir fazer mais rápido. Pode conseguir fazer melhor, mas o fato é que então não seria realmente a minha música”.
Dog Eat Dog, lançado em outubro de 1985, teve vendas apenas moderadas, chegando ao nº 63 na parada Top Albums da Billboard, a mais baixa posição de Mitchell desde que seu primeiro álbum atingiu o nº 189 quase dezoito anos antes. Uma das canções do álbum, “Tax Free”, gerou controvérsia ao criticar os “televangelistas” e o que ela via como uma guinada à direita religiosa na política americana. “As igrejas vieram atrás de mim”, escreveu, “elas me atacaram, embora a Igreja Episcopal, que já vi descrita como a única igreja na América que realmente usa a cabeça, tenha me escrito uma carta de congratulação”.
Mitchell continuou experimentando sintetizadores, drum machines e sequenciadores nas gravações de seu álbum seguinte, Chalk Mark in a Rain Storm (1988). Ela também colaborou com artistas como Willie Nelson, Billy Idol, Wendy & Lisa, Tom Petty, Don Henley, Peter Gabriel e Benjamin Orr, do The Cars. O primeiro single oficial do álbum, “My Secret Place”, foi um dueto com Gabriel e chegou ao top 50 da parada canadense. A canção “Lakota” foi uma das muitas do álbum a abordar temas políticos mais abrangentes; neste caso, o incidente de Wounded Knee, o confronto mortal entre ativistas nativo-americanos e o FBI na Reserva Indígena Pine Ridge, na década anterior. Musicalmente, várias canções se alinhavam à tendência da world music popularizada por Gabriel na época. As críticas foram em geral favoráveis, e as participações de músicos conhecidos trouxeram atenção considerável. No fim, Chalk Mark melhorou o desempenho nas paradas em relação a Dog Eat Dog, alcançando o nº 45.

### Últimos álbuns (1990-2008)
Em 1990, Mitchell, que àquela altura raramente se apresentava ao vivo, participou do The Wall Concert, de Roger Waters, em Berlim. Ela interpretou a canção “Goodbye Blue Sky” e também foi uma das artistas da canção final do concerto, “The Tide Is Turning”, ao lado de Waters, Cyndi Lauper, Bryan Adams, Van Morrison e Paul Carrack.
Ao longo da primeira metade de 1990, Mitchell gravou canções que apareceram em seu próximo álbum. Ela entregou as mixes finais do novo disco a Geffen pouco antes do Natal, depois de testar quase cem sequências diferentes para as faixas. O álbum Night Ride Home foi lançado em março de 1991. Nos Estados Unidos, estreou na parada Top Albums da Billboard no nº 68, subindo para o nº 48 na segunda semana e atingindo seu pico no nº 41 na sexta semana. No Reino Unido, estreou no nº 25 na parada de álbuns. Criticamente, foi mais bem recebido do que seu trabalho dos anos 1980. Esse álbum também foi o primeiro de Mitchell desde a venda da Geffen Records para a MCA Inc., o que significa que Night Ride Home foi seu primeiro disco a não ser inicialmente distribuído pela WEA (hoje Warner Music Group).
Para um público mais amplo, o verdadeiro retorno à forma de Mitchell veio com Turbulent Indigo, de 1994, vencedor do Grammy. A gravação do álbum coincidiu com o fim do casamento de 12 anos de Mitchell com o músico Larry Klein; Klein também foi coprodutor do disco.
Indigo foi visto como o conjunto de canções mais acessível de Mitchell em anos. Faixas como “Sex Kills”, “Sunny Sunday”, “Borderline” e “The Magdalene Laundries” misturavam comentário social e melodias centradas no violão, resultando em “um retorno surpreendente”. O álbum ganhou dois prêmios Grammy, incluindo Melhor Álbum Pop, e coincidiu com um ressurgimento muito publicizado do interesse pela obra de Mitchell entre uma geração mais jovem de cantores e compositores.
Em 1996, Mitchell concordou em lançar uma coletânea de sucessos, “Hits”, apesar de preocupações iniciais de que tal lançamento prejudicaria as vendas de seu catálogo. A Reprise também concordou em lançar um segundo álbum, chamado Misses, que incluiria algumas das canções menos conhecidas de sua carreira. Hits alcançou o nº 161 nos EUA e recebeu certificação de ouro no Reino Unido e na Austrália. Mitchell também incluiu em Hits, pela primeira vez em um álbum, sua primeira gravação, uma versão de “Urge for Going” que precede Song to a Seagull, mas que havia sido lançada anteriormente apenas como um lado B.
Dois anos depois, Mitchell lançou seu último conjunto de novas canções “originais” antes de quase uma década dedicada a outros projetos: Taming the Tiger, de 1998. Ela promoveu Tiger com o retorno a apresentações regulares, incluindo uma turnê como co-atração principal ao lado de Bob Dylan e Van Morrison.
No álbum, Mitchell havia tocado uma guitarra customizada equipada com um captador hexafônico da Roland conectado a um processador de modelagem Roland VG-8. O dispositivo permitia que Mitchell tocasse qualquer uma de suas muitas afinações alternativas sem precisar re-afinar o instrumento. O som da guitarra, através do VG-8, era transposto para qualquer uma de suas afinações em tempo real.
Foi por essa época que os críticos também começaram a notar uma mudança real na voz de Mitchell, especialmente nas canções mais antigas; a cantora posteriormente confirmou a mudança, explicando: “Eu tentava alcançar uma nota e não havia nada ali”. Embora sua extensão mais limitada e o timbre mais rouco tenham sido às vezes atribuídos ao seu hábito de fumar (ela foi descrita pelo jornalista Robin Eggar como “uma das últimas grandes fumantes do mundo”), Mitchell acredita que as mudanças na voz que se tornaram perceptíveis nos anos 1990 se deveram a outros problemas, incluindo nódulos vocais, uma laringe comprimida e os efeitos crônicos de ter tido poliomielite. Em uma entrevista de 2004, ela negou que “meus hábitos terríveis” tivessem qualquer relação com a redução de sua extensão e apontou que cantores costumam perder o registro agudo depois dos cinquenta. Além disso, sustentou que sua voz havia adquirido um registro de contralto mais interessante e expressivo quando já não conseguia atingir as notas mais altas, muito menos sustentá-las como fazia na juventude.
Os dois álbuns seguintes da cantora não traziam músicas novas e, segundo Mitchell, foram gravados para “cumprir obrigações contratuais”, mas em ambos ela procurou explorar sua nova extensão vocal ao interpretar material já conhecido. Both Sides Now (2000) foi um disco composto principalmente por versões de standards de jazz, executadas com uma orquestra, com arranjos orquestrais de Vince Mendoza. O álbum também continha releituras de “A Case of You” e da faixa-título “Both Sides, Now”, dois sucessos iniciais transpostos para o novo registro de contralto de Mitchell, mais grave e soulful. O disco recebeu em sua maioria críticas favoráveis e motivou uma breve turnê nacional, com Mitchell acompanhada por uma banda-base (na qual estava o ex-marido Larry Klein no baixo) além de uma orquestra local em cada parada da turnê. Seu sucesso levou a Travelogue (2002), uma coletânea de reinterpretações de suas canções anteriores com acompanhamentos orquestrais exuberantes.
Na época, Mitchell afirmou que Travelogue seria seu último álbum. Em uma entrevista à Rolling Stone em 2002, manifestou descontentamento com o estado da indústria musical, descrevendo-a como um “esgoto”. Mitchell expressou sua aversão ao domínio das gravadoras e o desejo de controlar o próprio destino, possivelmente lançando sua música pela Internet.
Nos anos seguintes, os únicos discos que Mitchell lançou foram compilações de seu trabalho anterior. Em 2003, suas gravações pela Geffen foram reunidas na caixa remasterizada de quatro discos The Complete Geffen Recordings, incluindo notas escritas por Mitchell e três faixas não lançadas anteriormente. Também saíram várias compilações temáticas de músicas de álbuns antigos: The Beginning of Survival (2004), Dreamland (2004) e Songs of a Prairie Girl (2005). Esta última celebrou as origens de sua criação canadense e foi lançada após ela aceitar um convite para o concerto do Centenário de Saskatchewan em Saskatoon. O evento, que apresentou uma homenagem a Mitchell, contou também com a presença da rainha Elizabeth II. No encarte de Prairie Girl, ela escreveu que a coletânea é “minha contribuição para as celebrações do centenário de Saskatchewan”.
No início da década de 1990, Mitchell assinou um contrato com a Random House para publicar uma autobiografia. Em 1998, ela disse ao The New York Times que suas memórias estavam “em andamento”, que seriam lançadas em até quatro volumes e que a primeira frase seria: “Eu era o único homem negro na festa.” Em 2005, Mitchell disse que estava usando um gravador para registrar suas lembranças “na tradição oral”.
Em uma entrevista ao Ottawa Citizen em outubro de 2006, Mitchell “revelou que estava gravando sua primeira coleção de novas canções em quase uma década”, mas deu poucos outros detalhes. Quatro meses depois, em entrevista ao The New York Times, Mitchell disse que o álbum que estava por vir, intitulado Shine, foi inspirado pela guerra no Iraque e por “algo que seu neto disse ao ouvir brigas na família: ‘Maus sonhos são bons — no grande plano.’” As primeiras matérias da imprensa caracterizaram o disco como tendo “uma abordagem minimalista ... que remete ao trabalho inicial [de Mitchell]” e um foco em questões políticas e ambientais.
Em fevereiro de 2007, Mitchell voltou a Calgary e atuou como consultora na estreia de “The Fiddle and the Drum”, do Alberta Ballet Company, um espetáculo coreografado por Jean Grand-Maître com canções novas e antigas. Ela trabalhou com o diretor de TV franco-canadense Mario Rouleau, bem conhecido por trabalhos de arte e dança para televisão, como o Cirque du Soleil. Mitchell também filmou trechos dos ensaios para um documentário em que estava trabalhando. Sobre a enxurrada de atividade recente, ela brincou: “Nunca trabalhei tanto na minha vida”.
Em meados de 2007, o site oficial administrado por fãs de Mitchell confirmou as especulações de que ela havia assinado um contrato de dois discos com o selo Hear Music, da Starbucks. Shine foi lançado pelo selo em 25 de setembro de 2007, estreando no número 14 da parada Billboard 200 de álbuns — sua posição mais alta nos Estados Unidos desde o lançamento de Hejira, em 1976, mais de trinta anos antes — e no número 36 da parada de álbuns do Reino Unido. No mesmo dia, Herbie Hancock, associado e amigo de longa data de Mitchell, lançou River: The Joni Letters, um álbum em homenagem à obra de Mitchell. Entre os colaboradores do álbum estavam Norah Jones, Tina Turner, Leonard Cohen e a própria Mitchell, que contribuiu com um vocal para a nova gravação de “The Tea Leaf Prophecy (Lay Down Your Arms)” (originalmente do álbum Chalk Mark in a Rain Storm). Em 10 de fevereiro de 2008, a gravação de Hancock venceu o Grammy de Álbum do Ano. Foi a primeira vez em 43 anos que um artista de jazz levou o principal prêmio da cerimônia anual. Ao receber o prêmio, Hancock prestou tributo a Mitchell, bem como a Miles Davis e John Coltrane. Na mesma cerimônia, Mitchell ganhou o Grammy de Melhor Performance Instrumental Pop pela faixa de abertura, “One Week Last Summer”, de seu álbum Shine.

### Anos recentes
Em 2009, Mitchell afirmou sofrer da condição dermatológica Morgellons e que deixaria a indústria musical para trabalhar no sentido de dar mais credibilidade às pessoas que sofrem de Morgellons.
Em uma entrevista de 2010 ao Los Angeles Times, Mitchell foi citada dizendo que o cantor e compositor Bob Dylan, com quem já havia trabalhado de perto, era um falso e um plagiador. A declaração polêmica foi amplamente noticiada por outros meios de comunicação. Mitchell não aprofundou a afirmação, mas vários veículos especularam que ela poderia estar relacionada às acusações de plágio envolvendo algumas letras do álbum de Dylan de 2006, Modern Times. Em uma entrevista de 2013 a Jian Ghomeshi, ela foi questionada sobre os comentários e respondeu negando que tivesse feito tal declaração. Ela também mencionou as acusações de plágio que surgiram sobre as letras do álbum de Dylan de 2001, Love and Theft, no contexto geral do vai-e-vem do processo criativo dos artistas.
Embora Mitchell tenha dito que não faria mais turnês nem shows, ela fez aparições públicas ocasionais para falar sobre questões ambientais. Mitchell divide seu tempo entre sua antiga casa em Los Angeles e a propriedade de 80 acres (32 ha) em Sechelt, na Colúmbia Britânica, que possui desde o início dos anos 1970. “L.A. é meu local de trabalho”, disse ela em 2006, “B.C. é meu batimento cardíaco”. Desde 2011, afirmou que se concentra principalmente em sua arte visual, que não vende e exibe apenas em raras ocasiões.
Em março de 2015, Mitchell sofreu a ruptura de um aneurisma cerebral, o que exigiu que ela fizesse fisioterapia e participasse de reabilitação diária. Mitchell fez sua primeira aparição pública após o aneurisma ao assistir a um show de Chick Corea em Los Angeles, em agosto de 2016. Ela fez algumas outras aparições, e, em novembro de 2018, David Crosby disse que ela estava aprendendo a caminhar novamente.
Desde 2018, Mitchell aprovou diversos projetos de arquivo. Em setembro de 2018, a Eagle Rock Entertainment lançou o documentário Both Sides Now: Live at the Isle of Wight Festival 1970, dirigido por Murray Lerner, que incluiu vídeos  restaurados e entrevistas nunca antes vistas com Mitchell, além de um programa separado com o concerto completo, sem interrupções. Em 2 de novembro de 2018, Mitchell lançou uma reedição em vinil de 8 LPs de Love Has Many Faces: A Quartet, A Ballet, Waiting to Be Danced. Uma edição limitada em vinil azul de Blue veio em seguida, em janeiro de 2019.
Em 7 de novembro de 2018, Mitchell compareceu ao concerto Joni 75: A Birthday Celebration, em Los Angeles. Para celebrar seu 75º aniversário, artistas como Brandi Carlile, Emmylou Harris, James Taylor, Chaka Khan, Graham Nash, Seal, Kris Kristofferson e outros interpretaram canções escritas por Mitchell. A também canadense Diana Krall fez duas apresentações. Seleções das performances daquela noite foram lançadas em DVD, assim como um CD separado. Uma edição em vinil do álbum foi lançada no Record Store Day, em abril de 2019. Mais tarde, Mitchell compareceu a outro show-tributo, Songs Are Like Tattoos, no qual Brandi Carlile — que participou do Joni 75 — apresentou na íntegra o álbum Blue de Mitchell.
Mitchell aprovou Joni: The Joni Mitchell Sessions, um livro de fotos tiradas e reunidas por Norman Seeff, lançado em novembro de 2018. Mitchell também revisitou sua poesia com Morning Glory on the Vine, uma coleção em fac-símile de letras manuscritas, poemas e obras de arte, originalmente compilada em 1971 como presente para amigos e família. A edição expandida e reformatada para ampla distribuição de Morning Glory on the Vine foi publicada em 22 de outubro de 2019, em capa dura padrão, além de uma edição limitada autografada.
Em setembro de 2020, foi anunciado que Mitchell e a Rhino Records haviam criado o Joni Mitchell Archives, uma série de lançamentos de catálogo contendo material dos arquivos pessoais da cantora. O primeiro lançamento do projeto, uma coleção de cinco discos intitulada Joni Mitchell Archives – Vol. 1: The Early Years (1963–1967), saiu em 30 de outubro de 2020. Em abril de 2022, Mitchell recebeu o Grammy de ‘Melhor Álbum Histórico’ por esse lançamento. Ela compareceu pessoalmente para receber o prêmio. No mesmo dia, Mitchell lançou Early Joni – 1963 e Live at Canterbury House – 1967 (ambos extraídos do box de 5 CDs) como lançamentos avulsos em vinil.
Uma coleção especial remasterizada dos quatro primeiros álbuns de Mitchell (Song to a Seagull, Clouds, Ladies of the Canyon e Blue) foi lançada em 2 de julho de 2021 como The Reprise Albums (1968–1971). A coleção é a primeira a apresentar uma nova mixagem do álbum de estreia de 1968 de Mitchell, supervisionada pela própria artista. Comentando a mixagem original de Song to a Seagull, Mitchell a chamou de “atroz” e disse que soava como se “tivesse sido gravada sob uma tigela de gelatina”.
Em 28 de janeiro de 2022, Mitchell pediu que o Spotify removesse suas músicas do serviço de streaming, em solidariedade ao amigo de longa data e também sobrevivente da poliomielite na infância Neil Young, que retirou suas faixas da plataforma em protesto contra desinformação sobre COVID-19 no popular podcast The Joe Rogan Experience, hospedado pelo Spotify. Em seu site, ela escreveu: “Pessoas irresponsáveis estão espalhando mentiras que estão custando vidas. Eu me solidarizo com Neil Young e com as comunidades científica e médica globais sobre este assunto.” A médica e autora do Serviço Nacional de Saúde britânico Rachel Clarke tuitou: “Tanto Neil Young quanto Joni Mitchell … sabem dolorosamente bem quanto dano, sofrimento e mortes evitáveis os anti-vaxxers podem causar.”
Em 1º de abril de 2022, Mitchell foi homenageada como a MusiCares Person of the Year de 2022 pela Recording Academy. Mitchell esteve presente na cerimônia e aceitou o prêmio pessoalmente.
Em 24 de julho de 2022, Joni Mitchell apareceu de surpresa como convidada especial na apresentação de encerramento do último dia do Newport Folk Festival, em Rhode Island, onde havia tocado pela primeira vez em 1967, como parte de um set anunciado como “Brandi Carlile and Friends”. Amparada por um grupo de músicos amigos, ela participou de um repertório de 13 músicas, com composições próprias e covers, incluindo uma que tocou sozinha como um solo de guitarra elétrica.
Em 2017, Mitchell foi inspirada pela visita musical de um velho amigo, o cantor e compositor Eric Andersen, a começar a promover sessões mensais de música em sua casa, em Laurel Canyon. As sessões ficaram conhecidas como “Joni Jams”. Brandi Carlile organizava as reuniões e recrutava músicos; ao longo dos anos, passaram pela sala de estar de Mitchell para tocar e cantar Elton John, Paul McCartney, Bonnie Raitt, Harry Styles, Chaka Khan, Marcus Mumford, Herbie Hancock, Jess Wolfe, Holly Laessig, Taylor Goldsmith, Blake Mills e Hozier.
Mitchell ficou encantada com a volta da música à sua casa. As sessões elevaram seu ânimo e ajudaram na recuperação do sério e incapacitante aneurisma que ela sofrera em 2015, e ela passou a cantar novamente nas reuniões e a reaprender a tocar violão. Com a melhora da saúde, um retorno aos palcos passou a parecer possível; planos foram traçados com cautela, preparou-se um setlist; e, em julho de 2022, após um ensaio na noite anterior, Mitchell juntou-se a Carlile e outros no palco do Newport Festival para uma Joni Jam ao vivo, sua primeira apresentação pública em nove anos.
Mitchell foi recebida com euforia e disse depois: “Fiquei encantada e honrada. Isso me deu o gosto pela coisa.” Entre as canções apresentadas estavam “Carey”, “Come in from the Cold”, “A Case of You”, “Big Yellow Taxi”, “Both Sides Now”, “The Circle Game”[124] e “Summertime”, de Gershwin e Heyward. Após sua aparição em Newport, Mitchell disse a Carlile: “Quero fazer outro show. Quero tocar de novo.” O set de Newport foi lançado como álbum ao vivo em 2023 e venceu o Grammy de Melhor Álbum de Folk em 2024.
Em 19 de outubro de 2022, Carlile anunciou que Mitchell faria um show como atração principal, anunciado como “Joni Jam 2”, em um fim de semana no Gorge Amphitheatre, no estado de Washington — “um dos palcos mais bonitos do mundo” — em 10 de junho de 2023. Os últimos shows oficiais de Mitchell como headliner haviam sido na turnê Both Sides Now, em 2000. Sua apresentação de 2023 no Gorge Amphitheatre atraiu uma plateia lotada de 27.000 pessoas. Em seu primeiro concerto como atração principal em 23 anos, apoiada por 19 cantores e músicos, Mitchell apresentou um set de quase três horas com 21 músicas, além de um bis de três canções no qual tocou guitarra. Annie Lennox, que cantou em “Ladies of the Canyon”, disse que Mitchell era “uma visionária, uma lenda e uma inspiração”.
Mitchell recebeu o Prêmio Gershwin de 2023 por suas contribuições ao longo da vida para a música popular. Ela foi homenageada com um concerto em 2 de março, em Washington, D.C., do qual participaram Brandi Carlile, Annie Lennox, Angélique Kidjo, Herbie Hancock, Diana Krall, Cyndi Lauper, Graham Nash, James Taylor, Ledisi, Lucius, Marcus Mumford, Sara Bareilles e Celisse. Mitchell interpretou “Summertime” e participou de versões coletivas de suas canções “Big Yellow Taxi” e “The Circle Game”.
Em 4 de fevereiro de 2024, Mitchell se apresentou pela primeira vez no 66º Grammy Awards. Novas datas do Joni Jam foram anunciadas para sábado, 19 de outubro, e domingo, 20 de outubro de 2024, no Hollywood Bowl, com capacidade para 18.000 pessoas, onde Mitchell fez sets de três horas com Brandi Carlile, Marcus Mumford, Annie Lennox e muitos músicos de apoio.
Em 22 de março de 2024, Mitchell recolocou suas músicas no Spotify, após Neil Young fazer o mesmo, encerrando seu protesto contra a hospedagem do podcast The Joe Rogan Experience pela plataforma.

## Legado

### Estilo ao violão
Embora algumas das canções mais populares de Mitchell tenham sido escritas ao piano, quase todas as músicas que ela compôs ao violão usam uma afinação aberta, ou não padrão; ela já escreveu canções em cerca de 50 afinações, tocando o que chama de “os acordes esquisitos da Joni”. O uso de afinações alternativas permite aos violonistas produzir acompanhamentos com texturas mais variadas e amplas. Sua técnica de mão direita para dedilhado/batida evoluiu ao longo dos anos, de um dedilhado inicialmente intrincado, típico das canções de violão do primeiro álbum, para um estilo mais solto e rítmico, às vezes incorporando “slaps” percussivos.
Em 1995, o amigo de Mitchell Fred Walecki, proprietário da Westwood Music em Los Angeles, desenvolveu uma solução para aliviar sua contínua frustração com o uso de múltiplas afinações alternativas em performances ao vivo. Walecki concebeu uma guitarra no estilo Stratocaster para funcionar com a guitarra virtual Roland VG-8, um sistema capaz de configurar eletronicamente suas inúmeras afinações. Enquanto o instrumento em si permanecia em afinação padrão, o VG-8 codificava o sinal dos captadores em sinais digitais que eram então traduzidos nas afinações alteradas. Isso permitiu que Mitchell usasse um único instrumento no palco, enquanto um técnico fora do palco inseria a afinação pré-programada para cada canção do set.
Mitchell foi altamente inovadora harmonicamente em sua fase inicial (1966–1972), incorporando modalidade, cromatismo e notas pedal. Em seu álbum de estreia, Song to a Seagull (1968), Mitchell utilizou harmonia quartal e quintal em “The Dawntreader” e harmonia quintal em “Song to a Seagull”.
Em 2023, a Rolling Stone a colocou como a 9ª maior guitarrista de todos os tempos.

### Influência
A abordagem de Mitchell à música tocou muitas ouvintes mulheres. Em uma era dominada pelo estereótipo do rockstar masculino, ela se apresentou como “multidimensional e conflituosa ... permit[indo]-lhe construir uma identificação tão poderosa entre suas fãs”. Mitchell afirmou seu desejo de controle artístico ao longo da carreira e ainda detém os direitos de publicação de sua música. Ela rejeita a noção de que seria “feminista”; em uma entrevista de 2013, recusou o rótulo, afirmando: “Não sou feminista. Não quero reunir um bando contra os homens. Prefiro ir de igual para igual; resolver a situação.” David Shumway observa que Mitchell “se tornou a primeira mulher na música popular a ser reconhecida como artista no sentido pleno do termo.... Quaisquer que sejam as opiniões declaradas de Mitchell sobre o feminismo, o que ela representa, mais do que qualquer outra intérprete de sua era, é a nova proeminência das perspectivas femininas na vida cultural e política”.
O trabalho de Mitchell influenciou muitos outros artistas, incluindo Taylor Swift, Björk, Prince, Ellie Goulding, Harry Styles, Corinne Bailey Rae, Gabrielle Aplin, Mikael Åkerfeldt do Opeth, David Gilmour do Pink Floyd, os membros do Marillion Steve Hogarth e Steve Rothery, seu ex-vocalista e letrista Fish, Paul Carrack, Haim, Lorde, e Clairo. Madonna também citou Mitchell como a primeira artista mulher que realmente falou com ela quando adolescente; “Eu era muito, muito fã da Joni Mitchell. Eu sabia cada palavra de Court and Spark; eu a adorava quando estava no ensino médio. Blue é incrível. Eu diria que, de todas as mulheres que ouvi, ela foi a que teve o efeito mais profundo em mim do ponto de vista lírico.”
Vários artistas obtiveram sucesso ao gravar versões de canções de Mitchell. A gravação de Judy Collins de 1967 de “Both Sides, Now” alcançou o 8º lugar nas paradas da Billboard e foi um divisor de águas na carreira de ambas as artistas. (A própria gravação de Mitchell só seria lançada dois anos depois, em seu segundo álbum, Clouds.) Esta é, de longe, a canção de Mitchell mais regravada, com mais de 1.200 versões registradas até a última contagem. O Hole também gravou “Both Sides, Now” em 1991 em seu álbum de estreia, Pretty on the Inside, rebatizando-a como “Clouds”, com a letra alterada pela vocalista Courtney Love. O grupo pop Neighborhood, em 1970, e Amy Grant, em 1995, emplacaram sucessos com versões de “Big Yellow Taxi”, a terceira canção mais regravada do repertório de Mitchell (com mais de 300 covers). Lançamentos mais recentes dessa música incluíram versões do Counting Crows, em 2002, e de Nena, em 2007. Janet Jackson usou um sample do refrão de “Big Yellow Taxi” como peça central de seu single de 1997 “Got ’Til It’s Gone”, que também traz o rapper Q-Tip dizendo “Joni Mitchell never lies”. “River”, do álbum Blue de Mitchell, tornou-se em 2013 a segunda canção de Mitchell mais regravada, à medida que muitos artistas a escolheram para seus álbuns de fim de ano. Os rappers Kanye West e Mac Dre também samplearam os vocais de Mitchell em suas músicas. Além disso, Annie Lennox fez uma versão de “Ladies of the Canyon” para o lado B de seu hit de 1995 “No More I Love You’s”. Mandy Moore regravou “Help Me” em 2003. Em 2004, o cantor George Michael regravou “Edith and the Kingpin” para um programa de rádio. “River” tem sido uma das canções mais populares regravadas nos últimos anos, com versões de Dianne Reeves (1999), James Taylor (gravada para a TV em 2000 e lançada em CD em 2004), Allison Crowe (2004), Rachael Yamagata (2004), Aimee Mann (2005) e Sarah McLachlan (2006). McLachlan também fez uma versão de “Blue” em 1996, e Cat Power gravou um cover de “Blue” em 2008. Outros covers de Mitchell incluem a famosa “Woodstock” por Crosby, Stills, Nash and Young, além de Eva Cassidy e Matthews Southern Comfort; “This Flight Tonight” por Nazareth; e versões conhecidas de “A Case of You” por Tori Amos, Michelle Branch, Jane Monheit, Prince, Diana Krall, James Blake e Ana Moura. Uma versão de 40º aniversário de “Woodstock” foi lançada em 2009 pela Nick Vernier Band com Ian Matthews (ex-Matthews Southern Comfort). A cantora canadense k.d. lang gravou duas canções de Mitchell (“A Case of You” e “Jericho”) para seu álbum de 2004 Hymns of the 49th Parallel, composto inteiramente por músicas de artistas canadenses.
A versão de Prince para “A Case of U” apareceu em A Tribute to Joni Mitchell, uma coletânea de 2007 lançada pela Nonesuch Records, que também incluiu Björk (“The Boho Dance”), Caetano Veloso (“Dreamland”), Emmylou Harris (“The Magdalene Laundries”), Sufjan Stevens (“Free Man in Paris”) e Cassandra Wilson (“For the Roses”), entre outros.
Várias outras canções fazem referência a Joni Mitchell. “Our House”, de Graham Nash, refere-se ao relacionamento de dois anos de Nash com Mitchell na época em que Crosby, Stills, Nash and Young gravaram o álbum Déjà Vu. Diz-se que “Going to California”, do Led Zeppelin, foi escrita sobre a paixão de Robert Plant e Jimmy Page por Mitchell, uma afirmação que parece confirmada pelo fato de que, em apresentações ao vivo, Plant frequentemente diz “Joni” após o verso “To find a queen without a king, they say she plays guitar and cries and sings”. Jimmy Page usa uma afinação de guitarra em D duplo rebaixado (double dropped D), semelhante às afinações alternativas que Mitchell utiliza. A canção “Hey Joni”, do Sonic Youth, leva o nome de Mitchell. Alanis Morissette também menciona Mitchell em uma de suas canções, “Your House”. O cantor folk britânico Frank Turner menciona Mitchell em sua música “Sunshine State”. A canção de Prince “The Ballad of Dorothy Parker” contém a letra – “‘Oh, my favourite song’, ela disse – e era a Joni cantando ‘Help me I think I’m falling’”. “Lavender”, do Marillion, foi parcialmente influenciada por “atravessar parques ouvindo Joni Mitchell”, segundo o vocalista e letrista Fish, e ela foi mencionada mais tarde na letra de “Montreal”, do álbum Sounds That Can’t Be Made. John Mayer faz referência a Mitchell e ao seu álbum Blue em sua canção “Queen of California”, de seu álbum de 2012 Born and Raised. A música contém o verso “Joni wrote Blue in a house by the sea”. Taylor Swift também detalha a saída de Mitchell da indústria musical em sua canção “The Lucky One”, de seu álbum Red, de 2012.
Em 2003, o dramaturgo Bryden MacDonald lançou When All the Slaves Are Free, um espetáculo musical baseado na obra de Mitchell.
A música e os poemas de Mitchell influenciaram profundamente a obra do pintor francês Jacques Benoit. Entre 1979 e 1989, Benoit produziu sessenta pinturas correspondentes a uma seleção de cinquenta canções de Mitchell.
Maynard James Keenan, da banda de metal progressivo americana Tool, citou Mitchell como influência, afirmando que é essa influência que lhe permite “suavizar [caminhos matemáticos estacatos, rítmicos, insanos] e trazê-los de volta ao centro, para que você possa ouvir sem ficar com dor nos olhos”. A Perfect Circle, outra banda com Keenan como vocalista principal, gravou uma releitura de “The Fiddle and the Drum” no álbum de 2004 eMOTIVe, uma coletânea de covers anti-guerra.

### Cinebiografia
Em 18 de agosto de 2025, foi anunciado que Cameron Crow, amigo e colaborador de longa data da artista, dirigirá uma cinebiografia baseada na vida e carreira de Joni Mitchell estrelando Anya Taylor-Joy e Meryl Streep como as versões mais nova e mais velha de Mitchell, respectivamente.

## Prêmios e honrarias
Mitchell recebeu muitas honrarias de seu país natal, o Canadá. Ela foi incluída no Canadian Music Hall of Fame em 1981 e recebeu, em 1996, o Governor General’s Performing Arts Award for Lifetime Artistic Achievement, a mais alta honraria do Canadá nas artes cênicas. Mitchell recebeu uma estrela na Canada's Walk of Fame em 2000. Em 2002, ela foi nomeada Companheira da Ordem do Canadá, a mais alta honraria civil do país. Ela recebeu um doutorado honorário em música pela Universidade McGill em 2004. Em janeiro de 2007, foi incluída no Canadian Songwriters Hall of Fame. A Saskatchewan Recording Industry Association concedeu a Joni seu Lifetime Achievement Award em 1993. Em junho de 2007, o Canada Post apresentou Mitchell em um selo postal.
Mitchell recebeu onze prêmios Grammy ao longo da carreira (dez competitivos e um honorário), o primeiro em 1969 e o mais recente em 2024, por Melhor Álbum de Folk. Ela recebeu o Grammy pelo Conjunto da Obra (Lifetime Achievement Award) em 2002, com a citação descrevendo-a como “uma das mais importantes artistas femininas da era do rock” e “uma influência poderosa sobre todos os artistas que abraçam diversidade, imaginação e integridade”.
Em 1995, Mitchell recebeu o Century Award da Billboard. Em 1996, foi agraciada com o Prêmio de Música Polar (Polar Music Prize). Em 1997, Mitchell foi introduzida no Rock and Roll Hall of Fame, mas não compareceu à cerimônia.
Em tributo a Mitchell, a rede TNT apresentou uma celebração repleta de astros no Hammerstein Ballroom, na cidade de Nova York, em 6 de abril de 2000. As canções de Mitchell foram interpretadas por muitos artistas, incluindo James Taylor, Elton John, Wynonna Judd, Bryan Adams, Cyndi Lauper, Diana Krall e Richard Thompson. A própria Mitchell encerrou a noite com uma versão de “Both Sides, Now” acompanhada por uma orquestra de 70 músicos. Essa versão foi incluída na trilha sonora do filme Love Actually.
Em 2008, Mitchell foi classificada em 42º lugar na lista “100 Greatest Singers” da Rolling Stone e, em 2015, ficou em nono lugar na lista dos “100 Greatest Songwriters of All Time”.
Em 12 de fevereiro de 2010, “Both Sides, Now” foi apresentada na cerimônia de abertura dos Jogos Olímpicos de Inverno de 2010, em Vancouver.
Para celebrar o 70º aniversário de Mitchell, o Luminato Festival de 2013, em Toronto, realizou uma série de shows-tributo intitulada Joni: A Portrait in Song – A Birthday Happening Live at Massey Hall, nos dias 18 e 19 de junho. Entre os intérpretes estavam Rufus Wainwright, Herbie Hancock, Esperanza Spalding e raras apresentações da própria Mitchell.
Devido a problemas de saúde, ela não compareceu à gala em San Francisco, em maio de 2015, para receber o SFJAZZ Lifetime Achievement Award.
Em 2018, Mitchell foi homenageada pela cidade de Saskatoon, quando duas placas foram instaladas para comemorar seus primórdios musicais na cidade. Uma foi colocada pelo Broadway Theatre ao lado do antigo Louis Riel Coffee House, onde Mitchell fez seu primeiro show remunerado. Uma segunda placa foi instalada em River Landing, perto do museu de arte Remai Modern e do centro de artes cênicas Persephone Theatre. Além disso, o passeio ao longo da Spadina Crescent, entre a Second e a Third Avenue, foi oficialmente batizado de Joni Mitchell Promenade.
Em 2020, Mitchell recebeu o Les Paul Award, tornando-se a primeira mulher a ser assim homenageada. Ela foi nomeada Person of the Year do MusiCares em 2022.
Em 2021, Mitchell foi indicada ao Grammy de Melhor Álbum Histórico, por sua coletânea Archives, Vol. 1: The Early Years (1963–1967). Ela venceu o prêmio em 3 de abril de 2022.
Em 4 de dezembro de 2021, Mitchell recebeu o Kennedy Center Honor por uma vida de realizações nas artes performáticas, na Medallion Ceremony realizada na Biblioteca do Congresso, em Washington, D.C. No dia seguinte, Mitchell compareceu ao show no Kennedy Center.
Em 1º de janeiro de 2023, a revista Rolling Stone colocou Mitchell na 50ª posição em sua lista “The 200 Greatest Singers of All Time”.
Em 12 de janeiro de 2023, Mitchell foi anunciada pela Biblioteca do Congresso como a vencedora do Prêmio Gershwin daquele ano, com um concerto realizado em 2 de março, em Washington, D.C., em homenagem à premiação.
A Rolling Stone nomeou Mitchell a 9ª maior guitarrista de todos os tempos em 2023.

## Carreira
Joni passou por inúmeras dificuldades antes de alcançar sua fama. Sem dinheiro nem moradia após dar à luz uma filha e entregá‑la para adoção, casou‑se, em um ato de desespero, com o cantor folk Chuck Mitchell, de quem herdou seu sobrenome. O casamento durou apenas um ano e meio. Após seu divórcio em 1967, Joni conheceu o empresário Elliot Roberts e David Crosby, ex-membro do The Byrds. Os dois a ajudaram a conseguir uma boa divulgação e garantir um contrato com a Reprise Records. Em 1968, seu primeiro disco intitulado Song To A Seagull, produzido por Crosby, foi lançado, e outros artistas começaram a interpretar suas canções. Mesmo assim não alcançou um sucesso grandioso.
Em 1969, Joni é convidada a participar do Festival de Woodstock, que contava com cantores como Joan Baez, Jimi Hendrix e Janis Joplin. Joni não foi a Woodstock por decisão de sua equipe para que ela gravasse o The Dick Cavett Show; a canção “Woodstock”, uma de suas mais icônicas, foi escrita depois, inspirada nos relatos do festival por seu então-namorado Graham Nash e lançada primeiro pelo supergrupo folk Crosby, Stills, Nash and Young.
Suas músicas eram interpretadas ao lado de grandes artistas do rock, mas mesmo assim sua especialidade era o folk. No mesmo ano lançou seu segundo disco Clouds. Em 1970, recebe uma indicação ao Grammy Awards por Best Folk Performance, por Clouds, e acaba levando o prêmio. No mesmo ano, participou de Festival da Isle of Wight, na Inglaterra, considerado um segundo Woodstock. Durante a apresentação de Joni, um homem invadiu o palco e começou a proferir palavras que eram julgadas impróprias às pessoas que lá se encontravam. O homem foi arrastado para fora. O seu nome era Yogi Joe e era um hippie que ela havia conhecido nas cavernas da ilha de Creta.[carece de fontes?]
A gravadora Reprise, vendo o sucesso recém-alcançado, assinou com Joni a gravação de seu terceiro álbum — Ladies of the Canyon, seu disco mais vendido até então, que ganhou um disco de ouro por mais de meio milhão de cópias vendidas. Era comum ouvir suas músicas nas rádios. O disco contava com o clássico "Big Yellow Taxi", música em que Joni conseguiu fazer uma crítica ao mundo mostrando uma mensagem de paz e preservação da natureza. Com um Grammy, um nome respeitado e uma carreira sólida, Joni passou a se sentir sufocada: "Me sinto como se estivesse em uma gaiola", disse. Joni começa a reduzir drasticamente suas apresentações, exceto em eventos beneficentes. Logo Joni vendeu sua casa em Laurel Canyon, Los Angeles, e comprou outra na Colúmbia Britânica, província canadense onde dizia ter mais comodidade e privacidade.
Após seu afastamento, Joni lança seu quarto disco intitulado Blue, um disco totalmente significante para ela. Desde as músicas até o encarte representam seu momento que, segundo ela, era frágil e transparente. As canções transmitem mensagens de amor, distância e perdas. Joni compõe clássicos como "California" e "Carey", músicas mais alegres que acabam obscurecidas pelo tema central do disco: a solidão.

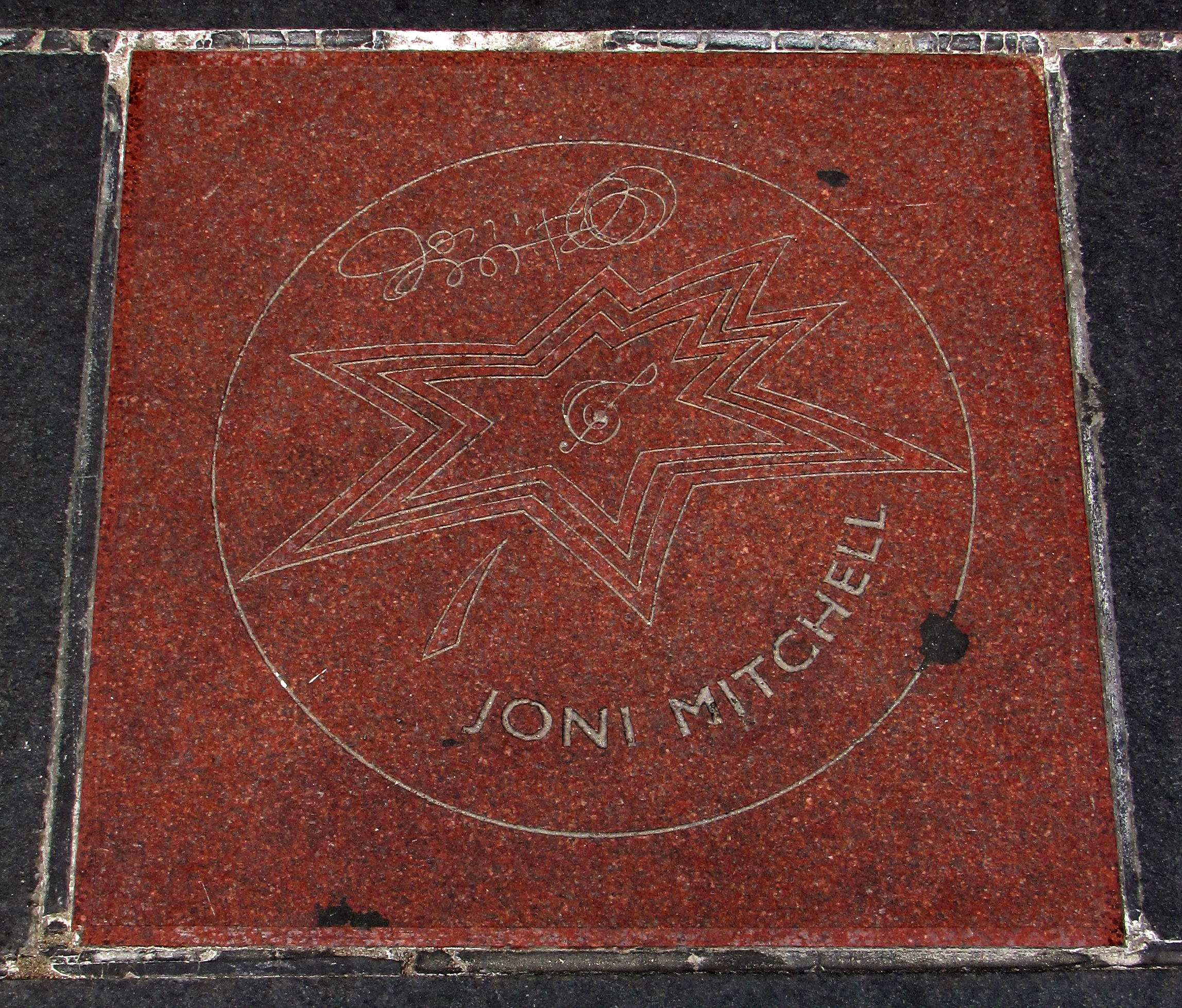
Estrela de Joni Mitchell na Calçada da fama do Canadá.

Blue é um dos álbuns mais importantes da história do rock/folk e da carreira da cantora. O álbum estreia no top 15 da revista Billboard.
Em 1972, lança seu primeiro disco pela gravadora Asylum Records: For the Roses. Este disco a envolvia em um cenário pop/folk. O primeiro single "You Turn Me On, I'm a Radio [en]" emplacou no #25 nos EUA. Joni usava muita ironia em seu novo disco. Em 1973, inicia as gravações para seu próximo disco Court and Spark. Em janeiro de 1974, o disco é lançado. Em julho, o single "Help Me" alcança o #7 nos EUA. O álbum alcançou a segunda posição na Billboard e permaneceu por lá quatro semanas. Court and Spark é seu disco mais vendido até hoje. No mesmo ano é lançado Miles of Aisles [en], que obteve elogios da crítica de vários jornais. Joni era uma das cantoras mais respeitadas no mundo da música.
Em janeiro de 1975, a artista recebe quatro nomeações ao Grammy. Na primavera deste ano, entra em estúdio e grava algumas demos que foram lançadas dois anos depois. Então ela lança The Hissing of Summer Lawns que alcançou a quarta posição na Billboard. O cantor e multi-instrumentalista Prince certa vez afirmou ser o último álbum que ele amou do início ao fim. Naquele ano, integrou apresentações da Rolling Thunder Revue de Bob Dylan; em 1976, participou do concerto The Last Waltz, da The Band. Joni inicia uma nova turnê em janeiro de 1976. A partir daí, lançou cerca de quinze discos e sempre obteve seu sucesso.
Após emocionar plateias, receber muitas críticas positivas e ganhar um tributo em sua honra, Joni Mitchell lançou em abril de 2005 a coletânea Songs of a Prairie Girl [en], que a traz de volta ao mundo musical. O disco atingiu uma extrema sensibilidade e motivação. Após ter cantado jazz, pop, e até rock, Joni volta às suas raízes, o folk.
Joni conseguiu deixar sua marca no mundo da música, mostrada por inúmeros cantores e compositores mundo a fora, e continuou trabalhando em apresentações solo e em inúmeras atividades paralelas.
Em 1990, participou do antológico show The Wall Live in Berlin, de Roger Waters, encomendado pela prefeitura daquela cidade para comemorar a queda do muro de Berlin; no show ela cantou a música "Goodbye Blue Sky [en]".
No Brasil, a sua canção "The Last Time I Saw Richard [en]" foi incluída no álbum Acústico MTV, da banda Legião Urbana. O cantor Caetano Veloso tocou "Dreamland", de Joni, no álbum-tributo A Tribute to Joni Mitchell.

## Discografia
Álbuns de estúdio
- 1968: Song to a Seagull
- 1969: Clouds
- 1970: Ladies of the Canyon
- 1971: Blue
- 1972: For the Roses
- 1974: Court and Spark
- 1975: The Hissing of Summer Lawns
- 1976: Hejira
- 1977: Don Juan's Reckless Daughter
- 1979: Mingus
- 1982: Wild Things Run Fast
- 1985: Dog Eat Dog
- 1988: Chalk Mark in a Rain Storm
- 1991: Night Ride Home
- 1994: Turbulent Indigo
- 1998: Taming the Tiger
- 2000: Both Sides Now
- 2002: Travelogue
- 2007: Shine